# کولومبیه، کبک
کولومبیه (به فرانسوی: Colombier) شهری در منطقه شهری لا اوت-کوت-نورد ناحیه کوت-نور در استان کبک کانادا است. در سرشماری سال ۲۰۱۱ این شهر ۸۶۸ نفر جمعیت داشته‌است و مساحت آن ۳۱۳٫۲ کیلومتر مربع است.